# Phillip Sharp
Phillip Allen Sharp (ur. 6 czerwca 1944 w Falmouth, Kentucky) – amerykański genetyk, laureat Nagrody Nobla z dziedziny fizjologii i medycyny w roku 1993 za odkrycie genów nieciągłych (intronów i egzonów) (wspólnie z Richardem Robertsem).

## Publikacje
- Sharp P.A., 2001, RNA interference – 2001. Genes and Development 15, 485-490